# أوي يان
أوي يان (بالألمانية: Uwe Jahn)‏ هو لاعب كرة قدم ومدرب كرة قدم ألماني، ولد في 29 سبتمبر 1954 في برلين في ألمانيا.

## وصلات خارجية
- أوي جان على موقع بيانات كرة القدم. دي إي (الألمانية)